# Nautilocalyx silvaticus
Nautilocalyx silvaticus là một loài thực vật có hoa trong họ Tai voi. Loài này được (Cuatrec.) Wiehler mô tả khoa học đầu tiên năm 1978.